# Stanisław Czapliński (pułkownik)
Stanisław Czapliński  herbu Drogosław (zm. 1618) – pułkownik lisowczyków.
Wziął udział w dymitriadach. W 1609 był rotmistrzem petyhorskim w wojsku Dymitra Samozwańca II. Po śmierci Aleksandra Lisowskiego w 1616 wybrany na dowódcę lisowczyków. W czasie wojny polsko-rosyjskiej 1609–1618 zdobył w 1617 Mieszczowsk, Kozielsk i rozbił pod Kaługą wojska rosyjskie kniazia Dymitra Pożarskiego. Wspierał działania zaczepne wojsk polsko-litewskich pod dowództwem królewicza Władysława w 1618.